# Водно-водяний енергетичний реактор

Конструкція реактора ВВЕР-1000

Схема першого контуру РУ ВВЕР-1000/320:
CP-1,2,3,4 — циркуляційні насоси; SG-1,2,3,4 — парогенератори; NR — ядерний реактор; P — компенсатор тиску

Водно-водяний енергетичний реактор (абр. ВВЕР) — серія водяних реакторів під тиском, розроблених у Радянському Союзі, в ДКБ Гідропрес. Ідею такого реактора запропонував у Курчатовському інституті Савелій Мойсейович Фейнберг. ВВЕР були розроблені до 1970-х років і згодом постійно оновлювалися. В результаті назва ВВЕР асоціюється з великою різноманітністю конструкцій реакторів, починаючи від реакторів першого покоління і закінчуючи сучасними конструкціями покоління III+. Вихідна потужність коливається від 70 до 1300 МВт, розробляються проекти до 1700 МВт. Перший дослідний зразок ВВЕР-210 був побудований на Нововоронезькій атомній електростанції.
Електростанції ВВЕР здебільшого встановлені в Росії, а також у Китаї, Чехії, Фінляндії, Німеччині, Угорщині, Словаччині, Болгарії, Індії, Ірані та Україні. Серед країн, які планують уводити реактори ВВЕР, є Бангладеш, Єгипет, Йорданія та Туреччина.

## Загальні дані
ВВЕР був розроблений в СРСР паралельно з реактором РБМК і зобов'язаний своїм походженням одному із варіантів реакторних установок який розглядався в той час для використання на атомних підводних човнах. Ідея реактора була запропонована в Курчатовському інституті С. М. Фейнбергом. Роботи над проєктом розпочалися в 1954 році, а в 1955 році ДКБ «Гідропрес» приступило до його розробки. Наукове керівництво здійснювали І. В. Курчатов і  А. П. Александров.
У західних країнах цей тип реактора називають Реактор з водою під тиском (англ. Pressurized water reactor) і позначають PWR. Вони є основою світової мирної ядерної енергетики. Перша станція з таким реактором була запущена в США в 1957 році, АЕС Шіппінгпорт.
Перший радянський ВВЕР (ВВЕР-210) був введений в експлуатацію в 1964 у на першому енергоблоці Нововоронезької АЕС. Першою зарубіжною станцією з реактором ВВЕР стала введена в дію у 1966 році АЕС Райнсберг (НДР).
Творці реакторів ВВЕР:
- Науковий керівник: Курчатовський інститут (м. Москва)
- Розробник: ДКБ «Гідропрес» (м. Подольськ).
- Виробник: Іжорські заводи (м. Санкт-Петербург), до початку 90-х реактори також виготовлялися заводом Атоммаш (м. Волгодонськ) і компанією ŠKODA JS (Чехія) [2].

Теплова енергія, що виробляється в активній зоні реактора, передається
від твелів теплоносію (воді) першого контуру. Теплоносій надходить в теплообмінники (парогенератори), де віддає енергію в другий контур. Утворена в другому контурі пара приводить в дію турбогенератор.
Реактор ВВЕР і обладнання першого контуру з радіоактивним теплоносієм розміщені в високоміцному, товстостінному сталевому баку. Він забезпечує безпеку блоку при аваріях з розривом трубопроводів першого контуру.

## Поширення
| АЕС                 | Країна     | Реактори                                                                 |
| ------------------- | ---------- | ------------------------------------------------------------------------ |
| Запоріжжя           | Україна    | 6 • ВВЕР-1000/320                                                        |
| Акую                | Туреччина  | 4 • ВВЕР-1200/491                                                        |
| Балаково            | Росія      | 4 • ВВЕР-1000/320                                                        |
| Богуніце            | Словаччина | 2 • ВВЕР-440/230 2 • ВВЕР-440/213                                        |
| Бушер               | Іран       | 1 • ВВЕР-1000/446                                                        |
| Дуковани            | Чехія      | 4 • ВВЕР 440/213                                                         |
| Калінін             | Росія      | 2 • ВВЕР-1000/338 1 • ВВЕР-1000/320                                      |
| Хмельницький        | Україна    | 2 • ВВЕР-1000/320                                                        |
| Кола                | Росія      | 2 • ВВЕР-440/230 2 • ВВЕР-440/213                                        |
| Куданкулам          | Індія      | (2 • ВВЕР-1000/412)                                                      |
| Козлодуй            | Болгарія   | 4 • ВВЕР-440/230 2 • ВВЕР-1000                                           |
| Ленінград           | Росія      | 2 • ВВЕР-1200/491                                                        |
| Ловійса             | Фінляндія  | 2 • ВВЕР-440/213                                                         |
| Мецамор             | Вірменія   | 2 • ВВЕР-440/230                                                         |
| Мочовце             | Словаччина | 2 • ВВЕР-440/213                                                         |
| Нововоронеж         | Росія      | 1 • ВВЕР-210 (V-1) 1 • ВВЕР-365 (V-3) 2 • ВВЕР-440/179 1 • ВВЕР-1000/187 |
| Пакш                | Угорщина   | 4 • ВВЕР-440/213                                                         |
| Райнсберг           | Німеччина  | 1 • ВВЕР-210                                                             |
| Рівне               | Україна    | 2 • ВВЕР-440/213 2 • ВВЕР-1000                                           |
| Темелін             | Чехія      | 2 • ВВЕР-1000/320                                                        |
| Танвань             | КНР        | 2 • ВВЕР-1000/428                                                        |
| Ростов              | Росія      | 1 • ВВЕР-1000/320                                                        |
| Південно-Українська | Україна    | 3 • ВВЕР-1000                                                            |

## Характеристики ВВЕР
| Характеристика                       | ВВЕР-210 | ВВЕР-365 | ВВЕР-440 | ВВЕР-1000 | ВВЕР-1200 |
| ------------------------------------ | -------- | -------- | -------- | --------- | --------- |
| Теплова потужність реактора, МВт     | 760      | 1320     | 1375     | 3000      | 3200      |
| Електрична потужність реактора, МВт  | 210      | 365      | 440      | 1000      | 1150      |
| К. к. д., %                          | 27,6     | 27,6     | 32,0     | 33,3      | 36,0      |
| Тиск пари перед турбіною, кг/см²     | 29,0     | 29,0     | 44,0     | 60,0      | -         |
| Тиск у першому контурі, кг/см²       | 100      | 105      | 125      | 160,0     | -         |
| Температура води, °C:                |          |          |          |           |           |
| — на вході в реактор                 | 250      | 250      | 269      | 289       | 298,6     |
| — на виході із реактора              | 269      | 275      | 300      | 322       | 329,7     |
| Діаметр активної зони, м             | 2,88     | 2,88     | 2,88     | 3,12      | -         |
| Висота активної зони, м              | 2,50     | 2,50     | 2,50     | 3,50      | -         |
| Діаметр ТВЕЛа, мм                    | 10,2     | 9,1      | 9,1      | 9,1       | -         |
| Кількість ТВЕЛів в касеті            | 90       | 126      | 126      | 312       | -         |
| Завантаження урану, т                | 38       | 40       | 42       | 66        | -         |
| Середнє збагачення урану, %          | 2,0      | 3,0      | 3,5      | 3,3—4,4   | 4,71-4,85 |
| Середнє вигорання палива, МВт·доб/кг | 13,0     | 27,0     | 28,6     | 40        | >50       |

## Типи реакторів ВВЕР

### ВВЕР-210, ВВЕР-365
Реактори ВВЕР-210 і ВВЕР-365 працювали в експериментальному режимі, на основі досвіду їх експлуатації на 1 і 2 блоках Нововоронезької АЕС (Росія) були спроєктовані серійні реактори ВВЕР-440 і ВВЕР-1000. На ВВЕР-210 і ВВЕР-365 перевірені можливості підвищення теплової потужності реактора при незмінному обсязі регулювання реактора поглинаючими добавками до теплоносія та ін. З 16 лютого 1988 і 29 серпня 1990, відповідно, ці реактори були зупинені, законсервовані і знаходяться на етапі «виведення з експлуатації».

### ВВЕР-440
Розробник ДКБ «Гідропрес» (м. Подольськ Московської області, Росія). Реактор спочатку планувався на електричну потужність 500 МВт, але через відсутність відповідних турбін, був перероблений на 440 МВт, з розрахунку на 2 турбіни К-220-44 по 220 МВт, Харківського турбогенераторного заводу, нині Турбоатом.
ВВЕР-440 були збудовані і введені в експлуатацію на 3 та 4 блоках Нововоронезької АЕС, на Кольській АЕС (Росія), на 1 і 2 блоках (дубль-блок) Рівненської АЕС,
на АЕС у Фінляндії (АЕС Ловііса), Болгарії (АЕС Козлодуй), Угорщини (Пакш), 3 і 4 блоках АЕС Богуниці, 1 і 2 блоках АЕС Моховце (усі — Словаччина), 1—4 блоки АЕС Дуковани (Чехія) і АЕС Грейфсвальд, інша назва АЕС «Норд», (Німеччина — після об'єднання Німеччини зупиненої. Ведуться роботи з добудови та введення в експлуатацію 3 та 4 блоків АЕС Моховце (Словаччина).

### ВВЕР-500
Розробка реактора ВВЕР-500 почалася разом з ВВЕР-1000. Єдиною відмінністю була кількість петель у першому контурі. У той час як у ВВЕР-1000 їх 4, у ВВЕР-500 мало бути лише 2. Такі компоненти, як кришка реактора, мали бути ідентичними до ВВЕР-1000, що полегшувало та здешевлювало виробництво. Сам резервуар був майже ідентичний, з тією лише різницею, що у ВВЕР-1000 було 8 отворів для другого контуру, а у ВВЕР-500 мало бути 4. Серійне виробництво так і не відбулося через те, що наприкінці 1980-х років реактор Більш пріоритетною була розробка 3-го покоління, наприклад ВВЕР-1000/392.
Реактори такого типу також планувалося будувати в Чехословаччині, де їх виробляла б компанія Škoda JS. Крім того, в СРСР, Румунії, НДР. Транспортування мало здійснюватися залізницею, як і з ВВЕР-1000.

### ВВЕР-640 (проєкт)
Проєкт реактора середньої потужності ВВЕР-640 (реакторна установка В-407) був розроблений в 1990-х роках у рамках програми «Екологічно чиста енергетика» на основі реактора ВВЕР-1000 при максимальному використанні пасивних засобів безпеки, він відповідає всім сучасним вимогам безпеки і отримав високу оцінку міжнародних експертних організацій. Передбачалося побудувати головний блок під Санкт-Петербургом. У серію не був запущений. Є перспективним для будівництва в місцях, не розвинених з точки зору електричних мереж (тайга, тундра, пустелі, гірська місцевість).

### ВВЕР-1000
Активна зона ВВЕР-1000 набирається з 163 паливних касет, в кожній з яких по 312 твелів. Рівномірно по касеті розташовано 18 напрямних трубок. У напрямних трубках приводом, в залежності від положення касети в активній зоні, може переміщуватися пучок з 18 поглинаючих стрижнів (ПС) органу регулювання системи управління і захисту (ОР СУЗ). Осердя ПС виготовлене з дисперсійного матеріалу (карбід бору в матриці з алюмінієвого сплаву, можуть застосовуватися й інші поглинаючі матеріали: титанат диспрозію, гафній). У напрямних трубках (в яких не розміщуються ОР СУЗ) також можуть бути розміщені стрижні з вигоряючим поглиначем (СВП), матеріал осердя СВП — бор в цирконієвій матриці, в наш час[коли?] проведений повний перехід з СВП які витягаються з касети на інтегрований в паливо поглинач (оксид гадолінію). Сердечники ПС і СВП діаметром 7 мм укладені в оболонки з нержавіючої сталі аустенітного класу розміром ø 8,2×0,6 мм. Окрім систем ПС та СВП у ВВЕР-1000 застосовують і систему борного регулювання (введення в теплоносій борної кислоти).
Потужність блоку з ВВЕР-1000 підвищена в порівнянні з потужністю блоку з ВВЕР-440 завдяки зміні ряду характеристик. Збільшено обсяг активної зони в 1,65 раза, питома потужність активної зони в 1,3 раза і к.к.д. блоку.
Середнє вигорання палива при трьох часткових перевантаженнях за кампанію становило спочатку 40 МВт·добу/кг, зараз доходить приблизно до 50 МВт·добу/кг.
Вага корпусу реактора становить близько 330 т.
ВВЕР-1000 і обладнання першого контуру з радіоактивним теплоносієм розміщені в захисній оболонці з попередньо напруженого залізобетону (гермооболонці).
Існує кілька проєктів реакторних установок на основі реактора ВВЕР-1000:
- ВВЕР-1000 (В-187) — блок № 5 Нововоронезька АЕС (головний блок ВВЕР-1000)
- ВВЕР-1000 (В-338, В-302) — так звана «мала серія», блоки № 1,2 Калінінської АЕС, блоки № 1,2 Південно-Української АЕС;
- ВВЕР-1000 (В-320) — «велика серія». Всі блоки Балаковської АЕС, блоки № 1,2 Ростовської АЕС, блоки № 1-6 Запорізької АЕС, блоки № 3,4 Калінінської АЕС, блоки № 1,2 Хмельницької АЕС, блоки № 3,4 Рівненської АЕС, блок № 3 Південно-Української АЕС, блоки № 1,2 АЕС «Темелін», блоки № 5,6 АЕС «Козлодуй». Передбачалася так же установка на Кримській АЕС;
- ВВЕР-1000 (В-392) — розрахована на сейсмічний вплив при проєктному землетрусі в 7 балів за шкалою MSK 64 і при максимальному розрахунковому землетрусі в 8 балів за шкалою MSK 64;
- ВВЕР-1000 (В-412) — на базі В-392, розрахована на сейсмічний вплив специфічний для майданчика АЕС «Куданкулам», на замовлення Індії;
- В основу споруди АЕС «Куданкулам» покладено проєкт АТ «Атоменергопроект» з енергоблоками ВВЕР-1000 МВт, який повністю задовольняє вимогам сучасних нормативно-технічних документів МАГАТЕ та сертифікований на відповідність вимогам клубу європейських експлуатуючих організацій (EUR)[11].
- ВВЕР-1000 (В-428) — на базі В-392, розрахована на сейсмічний вплив при проєктному землетрусі в 7 балів за шкалою MSK 64, на замовлення КНР
- ВВЕР-1000 (В-446) — на базі В-392, для роботи з обладнанням KWU на Бушерській АЕС.

Чотири з восьми запроєктованих реакторів Тяньваньської АЕС — ВВЕР-1000 (В-428).
Шість водо-водяних енергетичних корпусних реакторів типу ВВЕР-1000/В-320 виробничого об'єднання «Іжорський завод», м. Санкт-Петербург працюють на Запорізької АЕС — найбільшій АЕС у Європі.

### ВВЕР-1200
На основі ВВЕР-1000 ВАТ концерн «Росенергоатом» розробив типовий реактор ВВЕР-1200 на 1150 МВт електричної потужності.
Роботи в рамках проєкту створення нового реактора отримали назву проєкт «АЕС-2006». 2018 року ВВЕР-1200 було введено в дію на енергоблоці №1 Ленінградської АЕС-2, 2019 року планується запустити такий самий тип реактору на енергоблоці №2. Підписано розпорядження про будівництво Балтійської АЕС з 2 блоків за проєктом «АЕС-2006» з реакторами типу ВВЕР-1200, встановлена потужність станції - 2400 МВт, введення першого блоку — 2016 року, другого — 2018. Проєкт ВВЕР-1200, виграв тендер на будівництво АЕС «Аккую» в Туреччині. Крім цього заплановано, що реактори ВВЕР-1200 будуть використані при будівництві першої Білоруської АЕС в міському селищі Островець Гродненської області, Білорусі.
Інноваційні енергоблоки покоління «3+» мають поліпшені техніко-економічні показники, забезпечують абсолютну безпеку при експлуатації, і повністю відповідають "постфукусімським" вимогам МАГАТЕ.
Головною особливістю проєкту ВВЕР-1200 є  поєднання активних і пасивних систем безпеки, що роблять станцію максимально стійкою до зовнішніх і внутрішніх впливів. У проєкті реалізовано повний комплекс технічних рішень, що дозволяють забезпечити безпеку АЕС і унеможливити вихід радіоактивних продуктів у довкілля. Зокрема, енергоблок обладнаний двома захисними оболонками з вентильованим простором між ними. Внутрішня захисна оболонка забезпечує герметичність простору, де розташована реакторна установка. Зовнішня оболонка здатна протистояти природним (смерчі, урагани, землетруси, повені та т.д.), техногенним та антропогенним (вибухи, падіння літака і т.д.) впливам на АЕС. Пасивні системи безпеки станції здатні функціонувати навіть у разі повної втрати електропостачання, можуть виконувати всі функції безпеки без участі активних систем і втручання оператора.
Енергоблоки ВВЕР-1200 покоління «3+» встановлено на Нововоронезькій АЕС. У нижній частині захисної оболонки станції, відповідно до проєкту, встановлено пристрій локалізації розплаву (ПЛР), або «пастка» розплаву, призначений для локалізації та охолодження розплаву активної зони реактора в разі гіпотетичної аварії, яка може призвести до пошкодження активної зони реактора. «Пастка» дозволяє зберегти цілісність захисної оболонки, і тим самим, запобігти виходу радіоактивних продуктів у довкілля навіть при гіпотетичних важких аваріях.

### ВВЕР-1300 / ВВЕР-ТОІ
| Модель         | Кількість побудованих одиниць (у стадії будівництва) | Опис                                      |
| -------------- | ---------------------------------------------------- | ----------------------------------------- |
| ВВЕР-1300/488  | 0                                                    | На основі AES-2006 планується Нововоронеж |
| ВВЕР-1300/510  | 0                                                    | Серійна модель, Смоленськ                 |
| ВВЕР-1300/510K | (+2)                                                 | Дослідна пара в Курську                   |

ВВЕР-ТОІ (рос. Типовой оптимизированный информатизированный), також АЕС-2010, — оптимізований перспективний проект реактора ВВЕР-1300/510 покоління 3+ на базі типу ВВЕР-1200/392М, призначений для оптимізації властивостей цих реакторів. Планована загальна потужність становить 1255 МВт, а термін служби – 80 років. Важливим фактором має стати зниження витрат на будівництво на 20% порівняно з 1200/392M і скорочення термінів будівництва до 40 місяців. Перша пара реакторів цієї моделі будується на Курській атомній електростанції II.

### ВВЕР-1500 (проєкт)
Перспективний проєкт реактора третього покоління ВВЕР-1500, що є еволюційним розвитком проєктів ВВЕР-1000 з підвищеним рівнем безпеки і економічності, розпочатий в 1980-х роках був тимчасово заморожений у зв'язку з малим попитом і необхідністю розробки нових турбін, парогенераторів та генератора великої потужності. Роботи по розробці проєкту були відновлені в 2001 році.

### ВВЕР-1800
Проект реактора ВВЕР-1800 виник як концепція в 1985 році і мав стати вдосконаленою версією реактора ВВЕР-1000 з покращеними функціями активної та пасивної безпеки. З 2006 року в зв'язку з федеральною енергетичною програмою з 2007 по 2015 і 2020 роки ця концепція знову розглядається. Концепція передбачає реактор з трьома контурами і повною потужністю 1800 МВт.

### ВВЕР-2000
Розробка ВВЕР-2000 почалася одночасно з ВВЕР-1000. Єдина різниця між двома реакторами – більша щільність активної зони та 6 петель першого контуру замість 4, як у ВВЕР-1000. Корпус ВВЕР-2000 мав мати 12 отворів першого контуру, а не 8, як у ВВЕР-1000. Розробка реактора ВВЕР-2000 завершилася в 1990 році, оскільки він був надто потужним для більшості об'єктів, і натомість розробка ВВЕР-1500 була пріоритетною.

## Перевантаження палива
На канальних реакторах типу РБМК перевантаження палива, зазвичай, виконується на реакторі без його зупинки.
На всіх діючих, споруджуваних і проєктованих АЕС з корпусними реакторами типу ВВЕР перевантаження палива передбачено тільки при зупинених реакторах і зниженні тиску в корпусі реактора до атмосферного. Паливо з реактора видаляється тільки зверху. Існують два способи перевантаження: «сухий», коли ТВЗ, видалені з реактора, переміщаються в зону витримки в герметичному транспортному контейнері, і «мокрий», коли ТВЗ, видалені з реактора, переміщаються в басейн витримки палива, під водою, при цьому басейни витримки і перевантаження заповнені водою. В даному випадку вода служить захистом від опромінення конструкцій і обладнання центрального залу реакторного відділення, а також персоналу.